# 天主教加普教區
天主教加普教區（拉丁語：Dioecesis Vapincensis(-Ebrodunensis)）是法國一個羅馬天主教教區，屬馬賽總教區。
教區成立於5世紀，首位主教是君士坦丁，2007年加銜昂布蘭。教區位於上阿爾卑斯省，2006年有教友114,000人（佔轄區總人口89.9%）、202個堂區、七十二名司鐸。現任教區主教為安德肋·馬索。